# C. N. Mohanan
C. N. Mohanan ( 1950 - ) es un profesor, botánico, y micólogo indio, realizando actividades científicas como Oficial de Investigación (Ecología), en el Centro de Investigación Botánica de la India, Coimbatore .

## Algunas publicaciones
- k.k. Ramachandran, c.n. Mohanan. 1991. Studies on Sacred Groves of Kerala. Final Report Submitted to Ministry of Environment and Forests, Government of India. New Delhi
- m. Sivadasan, c.n. Mohanan, c.s. Kumar. 1989. Pothos crassipedunculatus, a new species of Pothos sect. Allopothos (Araceae) from India. Pl. Syst. Evol. 168; 221-225
- k.k. Ramchandran, c.n. Mohanan, p.c. Pant. 1985. Distributional notes on some Indian grasses. J. Bombay Nat Hist. Soc. 81: 735-736
- 1981. On the Rediscovery of Four Threatened Species from the Sacred Groves of Kerala. En Joum. Econ. Tax. Bot, 2 : 233-35

## Honores
- Miembro de la "Sociedad de Orquídeas de la India"

- La abreviatura «C.N.Mohanan» se emplea para indicar a C. N. Mohanan como autoridad en la descripción y clasificación científica de los vegetales.[1]